# Clusia brachycarpa
Clusia brachycarpa är en tvåhjärtbladig växtart som beskrevs av José Cuatrecasas. Clusia brachycarpa ingår i släktet Clusia och familjen Clusiaceae. Inga underarter finns listade i Catalogue of Life.